# Tigidia mauriciana
Tigidia mauriciana är en spindelart som beskrevs av Simon 1892. Tigidia mauriciana ingår i släktet Tigidia och familjen Barychelidae.
Artens utbredningsområde är Mauritius. Inga underarter finns listade i Catalogue of Life.